# Iglesia del Sagrado Corazón de Jesús (Ganjuran)
La Iglesia del Sagrado Corazón de Jesús o la Iglesia de Ganjuran (en indonesio: Gereja Hati Kudus Yesus; Gereja Ganjuran) es una iglesia católica ubicada en Ganjuran, Bantul, provincia de Yogyakarta, Indonesia. Es la iglesia más antigua en esa regencia administrativa.
La iglesia fue establecida el 16 de abril de 1924 por la familia Schmutzer, que era dueña de una fábrica de azúcar en la zona. De un total de 25 católicos en la zona en 1922, la congregación se amplió a 8.000 en 2011. El edificio ha sido testigo de muchas modificaciones, incluyendo la reconstrucción tras el terremoto de Java de mayo de 2006. Se han hecho críticas sobre su diseño Javanés, y la iglesia sigue incluyendo la cultura javanesa en su liturgia.